# Георг Линдеман
Георг Линдеман (на немски: Georg Lindemann) е немски офицер от кавалерията и полеви командир, служил в немските сухопътни сили по време на Първата и Втората световна война.

## Биография

### Ранни години и Първа световна война (1914 – 1918)
Георг Линдеман е роден на 8 март 1884 г., в град Остербург, провинция Саксония.
Присъединява се към пруския офицерски корпус и служи в Първата световна война – и на Източния, и на Западния фронт.

### Междувоенен период
След войната се записва в доброволческия корпус на Паул фон Летов и по време на вълненията от 1919 г., помага за смазването на комунистическия работнически съвет в Хамбург. През 1930 г., Линдеман служи като командир на 13-и кавалерийски полк.

### Втора световна война (1939 – 1945
С издигането на НСДАП, Линдеман е повишен в командир на Военното училище в Хановер. Заема този пост до 1936 г. После е повишен в генерал-лейтенант и му е поверено командването на 36-а пехотна дивизия. По време на Полската кампания, дивизията участва в защитата на Саарската област, а после в нападението над Франция. Към края на кампанията на запад, Линдеман е повишен в генерал от кавалерията и му е дадено командването на армейски корпус „Л“. През юни 1941 г., с началото на операция Барбароса, корпусът на Линдеман е включен в група армии „Север“. Линдеман командва корпуса по време на напредването на групата армии към Ленинград. По време на операцията за овладяването на Смоленск, неговата част бързо е прехвърлена към група армии „Център“, а после е върната обратно.
На 16 януари 1942 г., Линдеман поема командването на 18-а армия, част от група армии „Север“. По-късно, през лятото на 1942 г., е повишен в генерал-полковник.

#### Ленинград (1941 – 1944)
Линдеман е начело на 18-а армия по време на цялата блокада на Ленинград и по време на отстъплението през януари 1944 г., от Ораниенбаум до Нарва. По-късно поема командването на частите, защитаващи отбранителните линии при Нарва, по време на битката за града. На 31 март 1944 г. е назначен за главнокомандващ на група армии „Север“. На този пост е за кратко време, тъй като на 4 юли същата година е прехвърлен към Резервната армия. Според слуховете, Хитлер посочва за причина за освобождаването му от поста, фактът, че Линдеман е твърде стар и слаб.
След няколкомесечна служба в Резервната армия, Линдеман е назначен за командващ на новосформирания оперативен щаб на балтийското крайбрежие (на немски: Fuehrungsstab Ostseekueste). От 1 февруари 1945 г., е на поста върховен главнокомандващ на въоръжените сили в Дания (на немски: Wehrmachtsbefehlshaber Danemark). През април 1945 г., въпреки че изходът на войната е очевиден, Линдеман издава заповед към войниците си да запазят строга дисциплина, и трябва да отбраняват Дания до последния куршум.
На 3 май, Линдеман отпътува за Мюрвик за среща с ОКВ, новото правителство и новия държавен глава на Германия, гросадмирал Карл Дьониц. Линдеман информира Дьониц, че ще е способен да удържи Дания за известно време. Той и неговият колега в Норвегия, генерал Франц Бьоме, настояват за задържането на Дания и Норвегия като разменни монети по време на преговорите за примирие. Дьониц обаче иска незабавен мир, и на 5 май германските части капитулират безусловно в северозападна Германия, Холандия и Дания.
Като командир на армия „Линдеман“, генерал-полковникът е натоварен със задачата по премахването на немската окупация на Дания. В началото на юни 1945 г., Линдеман е арестуван в шабквартирата си в Силкеборг.

### Пленяване и смърт
Линдеман е държан в американски и датски плен до 1948 г. Срещу него не са повдигнати обвинения за военни престъпления – нито от страна на Съюзниците, нито от датска страна. След освобождаването си, Линдеман излиза в пенсия в Западна Германия. Умира на 25 септември 1963 г.

## Военна декорация
| - Германски орден Железен кръст (1914) – II (9 септември 1914) и I степен (28 юли 1915) - Германски орден „Ханзейски кръст“ (1934) - Орден „Германски кръст“ (1943) – златен (11 април 1943) - Рицарски кръст с дъбови листа | - - Носител на Рицарски кръст (5 август 1940) - Носител на Дъбови листа № 275 (21 август 1943) - Германски орден „Кръст на свободата“ (1943) – I степен със звезда и мечове (29 март 1943) - Упоменат 2-пъти в ежедневния доклад на „Вермахтберихт“ (29 юни 1942; 12 август 1943) |

## Външни препатки
- В Общомедия има медийни файлове относно Георг Линдеман
- ((de)) Ген. Г. Линдеман в немския сайт – Lexikon der Wehrmacht